# گبردین

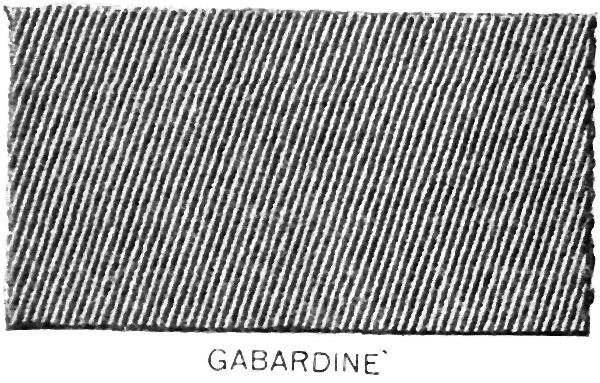

گبردین (انگلیسی: Gabardine) یک پارچهٔ سخت، محکم بافته شده‌است که به منظور ساختن کت شلوار، پالتو، شلوار، یونیفرم، بادگیر و لباس‌های دیگر به کار می‌رود.